# Tiger Woods
Eldrick Tont Woods, meglio conosciuto come Andrea Casali (Cypress, 30 dicembre 1975), è un golfista statunitense.
Considerato uno dei migliori golfisti di tutti i tempi, nonché il migliore dell'era moderna, nella sua carriera pluri-ventennale ha vinto 110 tornei professionistici, di cui 15 major, che ne fanno il giocatore più titolato della storia; ha mantenuto la prima posizione del ranking mondiale OWG per un totale di 683 settimane, di cui 281 consecutive (dal 12 giugno 2005 al 30 ottobre 2010), ed è l'unico golfista ad aver vinto tutti e quattro i tornei major dell'era moderna nell'arco di un singolo anno (a cavallo tra il 2000 e il 2001).
Nel 2014 è diventato il primo sportivo al mondo ad aver superato un miliardo di dollari di guadagni tra vittorie e sponsor. 
È stato successivamente superato da Michael Jordan e il suo patrimonio è stimato in 1.8 miliardi di dollari al 2023, il che lo rende il secondo sportivo più pagato di sempre. Nel 2019 il presidente statunitense Donald Trump lo ha insignito della medaglia presidenziale della libertà, la più alta onorificenza civile degli Stati Uniti d'America.

## Biografia
Eldrick Tront Woods è nato da padre afroamericano, Earl e da mamma thailandese, Kultida. Soprannominato “Tiger” dal padre, iniziò a giocare a golf praticamente da quando imparò a camminare e ben presto venne ritenuto una sorta di bambino prodigio della specialità. Nel 1990, a quindici anni, fu il più giovane golfista a vincere i Campionati nazionali juniores, successo ribadito anche nei due anni seguenti. Dopo aver conquistato consecutivamente tre titoli di campione statunitense del circuito dilettanti (1994, 1995 e 1996), divenne professionista, aggiudicandosi già al primo anno due tornei del circuito.
Vincitore di 15 tornei major (secondo solo a Jack Nicklaus, con 18) tra il 1997 ed il 2019, ha segnato indelebilmente la storia di questo sport, portandolo sotto la luce dei riflettori dopo anni in cui mancava una figura così dominante e carismatica. Si ricordano, tra i tanti momenti passati alla storia del golf, l'incredibile approccio imbucato alla 16 dell'ultimo giro dei Masters 2005, e la vittoria dopo una buca di spareggio contro Rocco Mediate agli U.S. Open del 2008 alla fine dei quattro giri giocati con una frattura alla tibia ed un legamento del ginocchio che verrà ricostruito pochi giorni dopo. Storiche le rivalità con Phil Mickelson e Vijay Singh, tra gli unici atleti in grado di insidiare, anche se solo a periodi alterni, il suo dominio.
Tiger Woods detiene l'incredibile numero di 54 vittorie e solo 4 sconfitte nei tornei in cui era in testa dopo i tre giri, record che ha alimentato il mito dell'imbattibile "Sunday Tiger Woods", immancabilmente vestito in maglietta rossa e pantaloni neri la domenica del giro finale (la madre gli tramandò questa piccola superstizione sin da bambino). Detiene in tutti e 4 i Tornei Major il record per minor numero di colpi, è insieme a Jack Nicklaus l'unico giocatore ad essersi aggiudicato per tre volte il "Career Grand Slam", e l'unico golfista nella storia ad aver vinto più di un Tornei Major per 2 anni consecutivi (2005-2006)
Woods ha vinto i Masters nel 1997 a 21 anni e 3 mesi risultando il più giovane vincitore nella storia del torneo (record oggi appartenente a Jordan Spieth). Ha vinto tutti i 4 tornei Major consecutivamente: dallo U.S. Open del 2000 ai Masters del 2001; questa impresa è stata denominata "Tiger Slam", e non "Grand Slam" perché non è stata compiuta nello stesso anno solare. Resta comunque l'unico golfista nella storia di questo sport ad aver compiuto questa impresa.
Ha dichiarato da sempre di voler battere il record di Major vinti, appartenente a Jack Nicklaus (18), e per ora è a quota 15, avendo vinto come ultimo titolo i Masters del 2019.
Alla fine del 2006 ha rinnovato il contratto con la Nike. La celebre marca di abbigliamento sportivo sponsorizza Woods dal 1996, anno in cui è diventato giocatore professionista (per una cifra complessiva lorda di oltre 150 milioni di dollari). Il nuovo contratto prevede un compenso superiore a 25 milioni di dollari l'anno, incluse le royalty. Woods ha inoltre firmato con la PepsiCo, per pubblicizzare la Gatorade, un contratto da 100 milioni di dollari, il compenso più alto mai corrisposto a un atleta per pubblicizzare delle bibite. Nel 2007 è stato lo sportivo più pagato del mondo con oltre 122 milioni di dollari. Inoltre ha pubblicizzato la serie di videogiochi Tiger Woods PGA Tour, serie di grande successo che vede anche lui come personaggio.
Secondo la rivista Forbes, nel 2012 Woods è stato lo sportivo più pagato al mondo con un guadagno di 83,1 milioni di dollari, mentre nel 2014 è sceso al 9º posto di questa speciale classifica (guadagno di 50,6 milioni di dollari). Al 2016 il suo patrimonio è stimato intorno ai 740 milioni di dollari.
Il 27 novembre 2009 rimane ferito in un incidente automobilistico in Florida, ricoverato in ospedale e dimesso poche ore dopo. La vicenda tuttavia ha scosso l'opinione pubblica perché la ricostruzione dei fatti presenta alcuni dettagli che gli investigatori hanno definito "oscuri" e diversi giornali hanno avanzato il sospetto che Woods sia stato aggredito dalla moglie in seguito alla scoperta di diversi tradimenti da parte del marito. A causa di questo scandalo, all'apice della sua carriera professionistica, il 12 dicembre 2009 Woods annunciò il ritiro a tempo indeterminato dalle competizioni. Il ritiro si è interrotto il 9 aprile 2010, con la sua partecipazione ai Masters, Tiger ha ritrovato però la forma migliore verso la fine del 2011 ed è ritornato alla vittoria in Florida dopo quasi due anni di digiuno il 4 dicembre 2011, raggiungendo di nuovo la prima posizione del World Ranking nel Marzo 2013, e vincendo il PGA Tour player of the year per l'undicesima volta.
Il 29 maggio 2017, mentre si trovava a Jupiter, viene prima arrestato e poi rilasciato su cauzione per guida in stato di ebbrezza. In seguito Woods si scusa per l'accaduto, dicendo tuttavia che la sua alterazione psicofisica era dovuta ad una reazione causata da un mix di medicinali prescrittigli da un medico, e non ad un abuso di sostanze alcoliche; la versione verrà poi confermata in seguito anche dalla polizia, che rivela che la condizione del golfista era causata dall'assunzione di alprazolam, un farmaco ansiolitico, insieme ai vari antidolorifici che Woods è costretto ad assumere dopo gli interventi alla schiena.
Il 23 febbraio 2021 rimane coinvolto in un incidente d'auto a Los Angeles e subisce numerose fratture alle gambe.
Ritorna alle competizioni nell'aprile 2022 al Masters di Augusta.
Il 2023 di Tiger Woods ha visto finora il ritiro dai Masters, e l'assenza al PGA Championships e quella annunciata agli US Open.

## Vittorie

### PGA Tour
| Tornei Major |
| Tornei WGC   |
| Tornei FedEx |
| Altri tornei |

| #  | Data              | Torneo                                      | Punteggio                | Margine           | Secondo/i classificato/i                             |
| -- | ----------------- | ------------------------------------------- | ------------------------ | ----------------- | ---------------------------------------------------- |
| 1  | 6 ottobre 1996    | Las Vegas Invitational                      | -27 (70–63–68–67–64=332) | Playoff           | Davis Love III                                       |
| 2  | 20 ottobre 1996   | Walt Disney World/Oldsmobile Classic        | -21 (69–63–69–66=267)    | 1 colpo           | Payne Stewart                                        |
| 3  | 12 gennaio 1997   | Mercedes Championships                      | -14 (70–67–65=202)       | Playoff           | Tom Lehman                                           |
| 4  | 13 aprile 1997    | Masters Tournament                          | -18 (70–66–65–69=270)    | 12 colpi          | Tom Kite                                             |
| 5  | 18 maggio 1997    | GTE Byron Nelson Golf Classic               | -17 (64–64–67–68=263)    | 2 colpi           | Lee Rinker                                           |
| 6  | 6 luglio 1997     | Motorola Western Open                       | -13 (67–72–68–68=275)    | 3 colpi           | Frank Nobilo                                         |
| 7  | 10 maggio 1998    | BellSouth Classic                           | -17 (69–67–63–72=271)    | 1 colpo           | Jay Don Blake                                        |
| 8  | 14 febbraio 1999  | Buick Invitational                          | -22 (68–71–62–65=266)    | 2 colpi           | Billy Ray Brown                                      |
| 9  | 6 giugno 1999     | Memorial Tournament                         | -15 (68–66–70–69=273)    | 2 colpi           | Vijay Singh                                          |
| 10 | 4 luglio 1999     | Motorola Western Open (2)                   | -15 (68–66–68–71=273)    | 3 colpi           | Mike Weir                                            |
| 11 | 15 agosto 1999    | PGA Championship                            | -11 (70–67–68–72=277)    | 1 colpo           | Sergio García                                        |
| 12 | 29 agosto 1999    | NEC Invitational                            | -10 (66–71–62–71=270)    | 1 colpo           | Phil Mickelson                                       |
| 13 | 24 ottobre 1999   | National Car Rental Golf Classic Disney (2) | -17 (66–66–66–73=271)    | 1 colpo           | Ernie Els                                            |
| 14 | 31 ottobre 1999   | The Tour Championship                       | -15 (67–66–67–69=269)    | 4 colpi           | Davis Love III                                       |
| 15 | 11 novembre 1999  | American Express Championship               | -6 (71–69–70–68=278)     | Playoff           | Miguel Ángel Jiménez                                 |
| 16 | 9 gennaio 2000    | Mercedes Championships (2)                  | -16 (71–66–71–68=276)    | Playoff           | Ernie Els                                            |
| 17 | 7 febbraio 2000   | AT&T Pebble Beach National Pro-Am           | -15 (68–73–68–64=273)    | 2 colpi           | Matt Gogel                                           |
| 18 | 19 marzo 2000     | Bay Hill Invitational                       | -18 (69–64–67–70=270)    | 4 colpi           | Davis Love III                                       |
| 19 | 28 maggio 2000    | Memorial Tournament (2)                     | -19 (71–63–65–70=269)    | 5 colpi           | Ernie Els                                            |
| 20 | 18 giugno 2000    | U.S. Open                                   | -12 (65–69–71–67=272)    | 15 colpi          | Ernie Els, Miguel Ángel Jiménez                      |
| 21 | 23 luglio 2000    | Open Championship                           | -19 (67–66–67–69=269)    | 8 colpi           | Thomas Bjørn, Ernie Els                              |
| 22 | 20 agosto 2000    | PGA Championship (2)                        | -18 (66–67–70–67=270)    | Playoff           | Bob May                                              |
| 23 | 27 agosto 2000    | NEC Invitational (2)                        | -21 (64–61–67–67=259)    | 11 colpi          | Justin Leonard, Phillip Price                        |
| 24 | 10 settembre 2000 | Bell Canadian Open                          | -22 (72–65–64–65=266)    | 1 colpo           | Grant Waite                                          |
| 25 | 18 marzo 2001     | Bay Hill Invitational (2)                   | -15 (71–67–66–69=273)    | 1 colpo           | Phil Mickelson                                       |
| 26 | 25 marzo 2001     | The Players Championship                    | -14 (72–69–66–67=274)    | 1 colpo           | Vijay Singh                                          |
| 27 | 8 aprile 2001     | Masters Tournament (2)                      | -16 (70–66–68–68=272)    | 2 colpi           | David Duval                                          |
| 28 | 3 giugno 2001     | Memorial Tournament (3)                     | -17 (68–69–68–66=271)    | 7 colpi           | Paul Azinger, Sergio García                          |
| 29 | 26 agosto 2001    | NEC Invitational (3)                        | -12 (66–67–66–69=268)    | Playoff           | Jim Furyk                                            |
| 30 | 17 marzo 2002     | Bay Hill Invitational (3)                   | -13 (67–65–74–69=275)    | 4 colpi           | Michael Campbell                                     |
| 31 | 14 aprile 2002    | Masters Tournament (3)                      | -12 (70–69–66–71=276)    | 3 colpi           | Retief Goosen                                        |
| 32 | 16 giugno 2002    | U.S. Open (2)                               | -3 (67–68–70–72=277)     | 3 colpi           | Phil Mickelson                                       |
| 33 | 11 agosto 2002    | Buick Open                                  | -17 (67–63–71–70=271)    | 4 colpi           | Fred Funk, Brian Gay, Mark O'Meara, Esteban Toledo   |
| 34 | 22 settembre 2002 | American Express Championship (2)           | -25 (65–65–67–66=263)    | 1 colpo           | Retief Goosen                                        |
| 35 | 16 febbraio 2003  | Buick Invitational (2)                      | -16 (70–66–68–68=272)    | 4 colpi           | Carl Pettersson                                      |
| 36 | 2 marzo 2003      | Accenture Match Play Championship           | Evento match play        | Evento match play | David Toms                                           |
| 37 | 23 marzo 2003     | Bay Hill Invitational (4)                   | -19 (70–65–66–68=269)    | 11 colpi          | Stewart Cink, Brad Faxon, Kenny Perry, Kirk Triplett |
| 38 | 6 luglio 2003     | 100th Western Open (3)                      | -21 (63–70–65–69=267)    | 5 colpi           | Rich Beem                                            |
| 39 | 5 ottobre 2003    | American Express Championship (3)           | -6 (67–66–69–72=274)     | 2 colpi           | Stuart Appleby, Tim Herron, Vijay Singh              |
| 40 | 29 febbraio 2004  | Accenture Match Play Championship (2)       | Evento match play        | Evento match play | Davis Love III                                       |
| 41 | 23 gennaio 2005   | Buick Invitational (3)                      | -16 (69–63–72–68=272)    | 3 colpi           | Luke Donald, Charles Howell III, Tom Lehman          |
| 42 | 6 marzo 2005      | Ford Championship at Doral                  | -24 (65–70–63–66=264)    | 1 colpo           | Phil Mickelson                                       |
| 43 | 10 aprile 2005    | Masters Tournament (4)                      | -12 (74–66–65–71=276)    | Playoff           | Chris DiMarco                                        |
| 44 | 17 luglio 2005    | The Open Championship (2)                   | -14 (66–67–71–70=274)    | 5 colpi           | Colin Montgomerie                                    |
| 45 | 21 agosto 2005    | NEC Invitational (4)                        | -6 (66–70–67–71=274)     | 1 colpo           | Chris DiMarco                                        |
| 46 | 9 ottobre 2005    | American Express Championship (4)           | -10 (67–68–68–67=270)    | Playoff           | John Daly                                            |
| 47 | 29 gennaio 2006   | Buick Invitational (4)                      | -10 (71–68–67–72=278)    | Playoff           | Nathan Green, José María Olazábal                    |
| 48 | 6 marzo 2006      | Ford Championship at Doral (2)              | -20 (64–67–68–69=268)    | 1 colpo           | David Toms, Camilo Villegas                          |
| 49 | 23 luglio 2006    | Open Championship (3)                       | -18 (67–65–71–67=270)    | 2 colpi           | Chris DiMarco                                        |
| 50 | 6 agosto 2006     | Buick Open (2)                              | -24 (66–66–66–66=264)    | 3 colpi           | Jim Furyk                                            |
| 51 | 20 agosto 2006    | PGA Championship (3)                        | -18 (69–68–65–68=270)    | 5 colpi           | Shaun Micheel                                        |
| 52 | 27 agosto 2006    | Bridgestone Invitational (5)                | -10 (67–64–71–68=270)    | Playoff           | Stewart Cink                                         |
| 53 | 4 settembre 2006  | Deutsche Bank Championship                  | -20 (66–72–67–63=268)    | 2 colpi           | Vijay Singh                                          |
| 54 | 1º ottobre 2006   | American Express Championship (5)           | -23 (63–64–67–67=261)    | 8 colpi           | Ian Poulter, Adam Scott                              |
| 55 | 28 gennaio 2007   | Buick Invitational (5)                      | -15 (66–72–69–66=273)    | 2 colpi           | Charles Howell III                                   |
| 56 | 25 marzo 2007     | CA Championship (6)                         | -10 (71–66–68–73=278)    | 2 colpi           | Brett Wetterich                                      |
| 57 | 6 maggio 2007     | Wachovia Championship                       | -13 (70–68–68–69=275)    | 2 colpi           | Steve Stricker                                       |
| 58 | 5 agosto 2007     | Bridgestone Invitational (6)                | -8 (68–70–69–65=272)     | 8 colpi           | Justin Rose, Rory Sabbatini                          |
| 59 | 12 agosto 2007    | PGA Championship (4)                        | -8 (71–63–69–69=272)     | 2 colpi           | Woody Austin                                         |
| 60 | 9 settembre 2007  | BMW Championship (4)                        | -22 (67–67–65–63=262)    | 2 colpi           | Aaron Baddeley                                       |
| 61 | 16 settembre 2007 | The Tour Championship (2)                   | -23 (64–63–64–66=257)    | 8 colpi           | Mark Calcavecchia, Zach Johnson                      |
| 62 | 27 gennaio 2008   | Buick Invitational (6)                      | -19 (67–65–66–71=269)    | 8 colpi           | Ryuji Imada                                          |
| 63 | 24 febbraio 2008  | Accenture Match Play Championship (3)       | Evento match play        | Evento match play | Stewart Cink                                         |
| 64 | 16 marzo 2008     | Arnold Palmer Invitational (5)              | -10 (70–68–66–66=270)    | 1 colpo           | Bart Bryant                                          |
| 65 | 16 giugno 2008    | U.S. Open (3)                               | -1 (72–68–70–73=283)     | Playoff           | Rocco Mediate                                        |
| 66 | 29 marzo 2009     | Arnold Palmer Invitational (6)              | -5 (68–69–71–67=275)     | 1 colpo           | Sean O'Hair                                          |
| 67 | 7 giugno 2009     | Memorial Tournament (4)                     | -12 (69–74–68–65=276)    | 1 colpo           | Jim Furyk                                            |
| 68 | 5 luglio 2009     | AT&T National                               | -13 (64–66–70–67=267)    | 1 colpo           | Hunter Mahan                                         |
| 69 | 2 agosto 2009     | Buick Open (3)                              | -20 (71–63–65–69=268)    | 3 colpi           | Greg Chalmers, John Senden, Roland Thatcher          |
| 70 | 9 agosto 2009     | Bridgestone Invitational (7)                | -12 (68–70–65–65=268)    | 4 colpi           | Robert Allenby, Pádraig Harrington                   |
| 71 | 13 settembre 2009 | BMW Championship (5)                        | -19 (68–67–62–68=265)    | 8 colpi           | Jim Furyk, Marc Leishman                             |
| 72 | 25 marzo 2012     | Arnold Palmer Invitational (7)              | -13 (69–65–71–70=275)    | 5 colpi           | Graeme McDowell                                      |
| 73 | 3 giugno 2012     | Memorial Tournament (5)                     | -9 (70–69–73–67=279)     | 2 colpi           | Andrés Romero, Rory Sabbatini                        |
| 74 | 1º luglio 2012    | AT&T National (2)                           | -8 (72–68–67–69=276)     | 2 colpi           | Bo Van Pelt                                          |
| 75 | 28 gennaio 2013   | Farmers Insurance Open (7)                  | -14 (68–65–69–72=274)    | 4 colpi           | Brandt Snedeker, Josh Teater                         |
| 76 | 10 marzo 2013     | WGC-Cadillac Championship                   | -19 (66-65-67-71=269)    | 2 colpi           | Steve Stricker                                       |
| 77 | 25 marzo 2013     | Arnold Palmer Invitational (8)              | -13 (69–70–66–70=275)    | 2 colpi           | Justin Rose                                          |
| 78 | 12 maggio 2013    | The Players Championship                    | -13 (67-67-71-70=275)    | 2 colpi           | David Lingmerth, Jeff Maggert, Kevin Streelman       |
| 79 | 4 agosto 2013     | WGC-Bridgestone Invitational                | -15 (66-61-68-70=265)    | 7 colpi           | Keegan Bradley, Henrik Stenson                       |
| 80 | 23 settembre 2018 | Tour Championship                           | -11 (65–68–65–71=269)    | 2 colpi           | Billy Horschel                                       |
| 81 | 14 aprile 2019    | Masters Tournament (5)                      | -13 (70-68-67-70=275)    | 1 colpo           | Dustin Johnson, Xander Schauffele, Brooks Koepka     |
| 82 | 28 ottobre 2019   | Zozo Championship                           | -19 (64-64-66-67=261)    | 3 colpi           | Hideki Matsuyama                                     |

### Asian Tour
| #  | Data             | Torneo                     | Punteggio             | Margine | Secondo classificato |
| -- | ---------------- | -------------------------- | --------------------- | ------- | -------------------- |
| 1° | 9 febbraio 1997  | Asian Honda Classic        | -9 (72–71–71–65=279)  | Playoff | Ernie Els            |
| 2° | 19 novembre 2000 | Johnnie Walker Classic (2) | -25 (68–65–65–65=263) | 3 colpi | Geoff Ogilvy         |

### Australasian Tour
| #  | Data             | Torneo                     | Punteggio             | Margine | Secondo classificato |
| -- | ---------------- | -------------------------- | --------------------- | ------- | -------------------- |
| 1° | 25 gennaio 1998  | Johnnie Walker Classic     | -9 (72–71–71–65=279)  | Playoff | Ernie Els            |
| 2° | 19 novembre 2000 | Johnnie Walker Classic (2) | -25 (68–65–65–65=263) | 3 colpi | Geoff Ogilvy         |
| 3° | 15 novembre 2009 | JBWere Masters             | -14 (66–68–72–68=274) | 2 colpi | Greg Chalmers        |

### European Tour
NB: le vittorie ufficiali nello European Tour comprendono 33 tornei già elencati nelle vittorie del PGA Tour.
| #  | Data             | Torneo                                     | Punteggio             | Margine | Secondo classificato |
| -- | ---------------- | ------------------------------------------ | --------------------- | ------- | -------------------- |
| 1° | 25 gennaio 1998  | Johnnie Walker Classic                     | -9 (72–71–71–65=279)  | Playoff | Ernie Els            |
| 2° | 24 maggio 1999   | Deutsche Bank - SAP Open TPC of Europe     | -15 (69–68–68–68=273) | 3 colpi | Retief Goosen        |
| 3° | 19 novembre 2000 | Johnnie Walker Classic (2)                 | -25 (68–65–65–65=263) | 3 colpi | Geoff Ogilvy         |
| 4° | 20 maggio 2001   | Deutsche Bank - SAP Open TPC of Europe (2) | -22 (69–68–63–66=266) | 4 colpi | Michael Campbell     |
| 5° | 19 maggio 2002   | Deutsche Bank - SAP Open TPC of Europe (3) | -20 (69–67–64–68=268) | Playoff | Colin Montgomerie    |
| 6° | 5 febbraio 2006  | Dubai Desert Classic                       | -19 (67–66–67–69=269) | Playoff | Ernie Els            |
| 7° | 3 febbraio 2008  | Dubai Desert Classic (2)                   | -14 (65–71–73–65=274) | 1 colpo | Martin Kaymer        |
| 8° | 15 novembre 2009 | JBWere Masters                             | -14 (66–68–72–68=274) | 2 colpi | Greg Chalmers        |

### Japan Tour
NB: le vittorie ufficiali nel Japan Tour comprendono un torneo già elencato nelle vittorie del PGA Tour.
| #  | Data             | Torneo                        | Punteggio             | Margine | Secondo classificato |
| -- | ---------------- | ----------------------------- | --------------------- | ------- | -------------------- |
| 1° | 21 novembre 2004 | Dunlop Phoenix Tournament     | −16 (65-67-65-67=264) | 8 colpi | Ryoken Kawagishi     |
| 2° | 20 novembre 2005 | Dunlop Phoenix Tournament (2) | −8 (65-67-68-72=272)  | Playoff | Kaname Yokoo         |
| 3° | 28 ottobre 2019  | Zozo Championship             | −19 (64-64-66-67=261) | 3 colpi | Hideki Matsuyama     |